# Ferrari 121LM

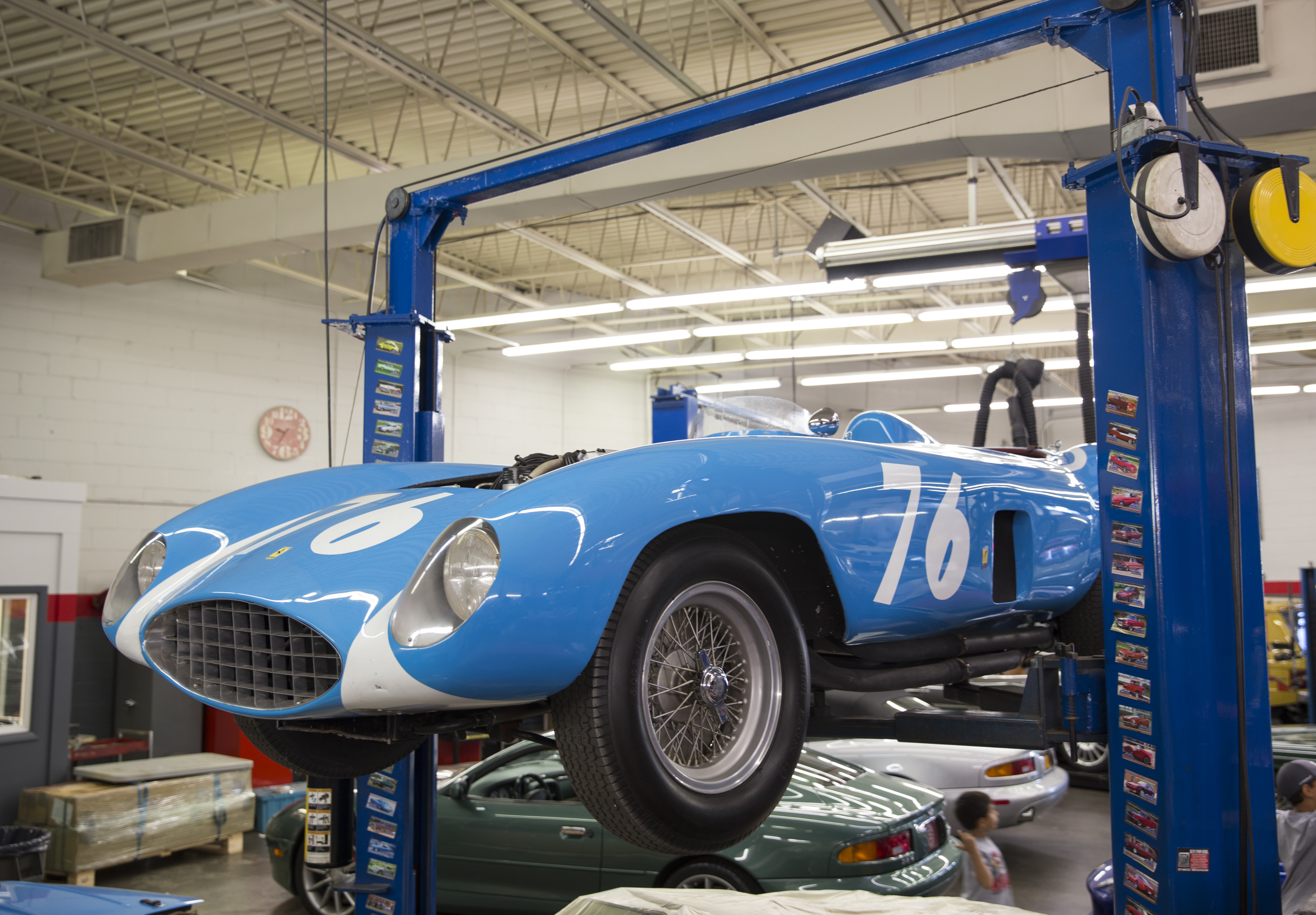
Der dritte Ferrari 121LM (0546LM)

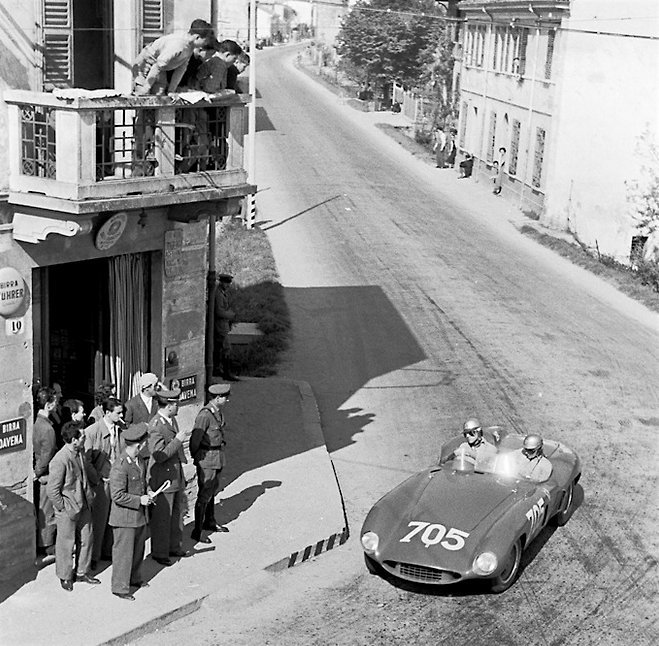
Umberto Maglioli am Steuer eines Ferrari 121LM auf dem Weg zum dritten Gesamtrang bei der Mille Miglia 1955

Der Ferrari 121LM war ein Rennsportwagen, den Ferrari 1955 baute und den die Scuderia im selben Jahr bei Sportwagenrennen einsetzte.

## Technik
Der 121LM gehörte wie der Ferrari 118LM zu den frühen Sechszylinder-Rennwagen von Ferrari vor der Dino-Ära. Der 121LM hatte einen Reihenmotor, der bei einem Hubraum von 4412 cm³ 330 PS leistete. Der Motor, noch von Aurelio Lampredi entwickelt, war ursprünglich als Vierzylinder projektiert worden, die Umrüstung erfolgte, um gegen die beherrschende Konkurrenz von Mercedes-Benz bestehen zu können. 1955 wurden vier Stück des auf der Geraden 260 km/h schnellen Rennsportwagens bei Scaglietti mit einer Karosserie versehen.

## Renneinsätze
Zum ersten Mal bei einem Rennen gefahren wurde der 121LM bei der Mille Miglia 1955. Der kaum getestete Wagen – Fahrgestellnummer 0558LM mit einer Karosserie von Scaglietti – wurde von Eugenio Castellotti gesteuert, der nicht ins Ziel kam. Ausfallgrund war aber nicht fehlende technische Reife, sondern ein Reifenschaden, der den Italiener zur Aufgabe zwang. Beim 24-Stunden-Rennen von Le Mans dieses Jahres folgte der zweite Einsatz. Bei dem von einem schweren Unfall überschatteten Langstreckenrennen waren drei Werkswagen gemeldet. Phil Hill und Umberto Maglioli fuhren das Fahrgestell 0558LM, das schon bei der Mille Miglia zum Einsatz kam. Die beiden neuen Fahrzeuge – 0532LM und 0546LM – wurden von Eugenio Castellotti, Paolo Marzotto, Maurice Trintignant und Harry Schell gefahren. Alle drei Wagen fielen durch technische Defekte aus, wobei der Wagen von Harry Schell und Maurice Trintignant mit 107 gefahrenen Runden noch am weitesten kam.
Beim 1000-km-Rennen von Kristianstad, das 1955 noch nicht zur Sportwagen-Weltmeisterschaft zählte, gab es die erste Zielankunft für einen Werks-121LM. Hinter den beiden Mercedes-Benz-Piloten Juan Manuel Fangio und Stirling Moss erreichte Eugenio Castellotti den dritten Gesamtrang. Nur noch einmal gab es einen Werkseinsatz; Umberto Maglioli fiel beim Großen Preis von Venezuela mit einem überhitzten Motor aus.
Danach wurden alle vier Wagen – Maglioli fuhr in Venezuela Fahrgestell 0484LM, ein umgebauter 118LM – an US-amerikanische Privatteams verkauft, die mit den 121LM durchaus erfolgreich waren. Ernie McAfee gewann 1956 mit dem Fahrgestell 0546LM die beiden SCCA-Rennen in Santa Barbara. Mit demselben Fahrzeuge verunglückte er allerdings beim Pebble Beach National Championship Sports Car Road Race 1956 tödlich. Auch Carroll Shelby, Rory Cheryholmes und Phil Hill gewannen SCCA-Rennen mit privat gemeldeten 121LM. Den letzten Renneinsatz hatte dieser Ferrari-Rennsportwagen 1959 beim 200-Meilen-Rennen von Riverside; am Steuer Rodger Ward, der nach einem Unfall im ersten Wertungslauf zum zweiten Rennen nicht mehr antreten konnte.

## Technische Daten
| Kenngrößen                 | Ferrari 121LM                                                              |
| -------------------------- | -------------------------------------------------------------------------- |
| Motor:                     | Viertakt-6-Zylinder-Reihenmotor (vorn eingebaut) Type 121                  |
| Kühlung:                   | Wasser                                                                     |
| Hubraum:                   | 4412 cm³                                                                   |
| Bohrung × Hub:             | 102 × 90 mm                                                                |
| Verdichtung:               | 8,5 : 1                                                                    |
| Ventilsteuerung:           |                                                                            |
| Vergaser:                  | 3 Weber-Doppelvergaser 50 DCO A/3                                          |
| Leistung:                  | 330 PS (246 kW) bei 6000/min                                               |
| Maximales Drehmoment:      |                                                                            |
| Kraftübertragung:          | 5-Gang-Getriebe (nicht synchronisiert), Sperrdifferenzial Hinterradantrieb |
| Rahmen und Karosserie:     | Stahlrohrleiterrahmen, Aluminiumkarosserie                                 |
| Lenkung:                   | Schneckenlenkung                                                           |
| Radaufhängung vorn:        | Doppelquerlenker, Schraubenfedern, Hebelstoßdämpfer                        |
| Radaufhängung hinten:      | De-Dion-Achse, Querblattfeder, Hebelstoßdämpfer                            |
| Bremsen:                   | hydraulisch betätigte Duplex-Trommelbremsen                                |
| Spurweite vorn/hinten:     | 1278/1284 mm                                                               |
| Radstand:                  | 2400 mm                                                                    |
| Reifengröße vorn/hinten:   |                                                                            |
| Länge × Breite × Höhe:     |                                                                            |
| Leergewicht (ohne Fahrer): | 850 kg                                                                     |
| Höchstgeschwindigkeit:     | bis zu 290 km/h                                                            |